# Clovia taeniaticollis
Clovia taeniaticollis är en insektsart som beskrevs av Schmidt 1922. Clovia taeniaticollis ingår i släktet Clovia och familjen spottstritar. Inga underarter finns listade i Catalogue of Life.